# Subdivisions de l'oblast de Léningrad

Subdivisions et leur numéro dans le tableau ci-après

L'oblast de Leningrad est divisé en dix-sept raïons et une ville d'importance régionle (Sosnovy Bor).

## Présentation
En termes de superficie, le plus grand raïon est le raïon de Podporojie (7 706 kilomètres carrés et le plus petit est le raïon de Lomonossov (1 919 kilomètres carrés).

## Subdivisions administratives

### Okroug urbain
| # | Sudivision                 | Sudivision                 | OKATO  | OKTMO  |
| - | -------------------------- | -------------------------- | ------ | ------ |
|   | Sosnovy Bor (Сосновый Бор) | Sosnovy Bor (Сосновый Бор) | 41 454 | 41 754 |

### Raïons
| #  | Sudivision                       | Sudivision                       | Superficie (km2) | Superficie (km2) | OKATO  | OKTMO  | Commune urbaine/ Ville | Rural (volost) |
| -- | -------------------------------- | -------------------------------- | ---------------- | ---------------- | ------ | ------ | --- | -------------- |
| 1  | Boksitogorsky (Бокситогорский)   | Boksitogorsky (Бокситогорский)   | 7 201,74         | 7 201,74         | 41 203 | 41 603 | - Boksitogorsk (Бокситогорск) - Pikaliovo (Пикалёво) - Yefimovsky (Ефимовский) | 14             |
| 2  | Volossovo (Волосовский)          | Volossovo (Волосовский)          | 2 680,53         | 2 680,53         | 41 206 | 41 606 | - Volossovo (Волосово) | 14             |
| 3  | Volkhov (Волховский)             | Volkhov (Волховский)             | 5 124,65         | 5 124,65         | 41 209 | 41 609 | - Novaïa Ladoga (Новая Ладога) - Siasstroï (Сясьстрой) - Volkhov (Волхов) | 15             |
| 4  | Vsevolojsk (Всеволожский)        | Vsevolojsk (Всеволожский)        | 2 945,0          | 2 945,0          | 41 212 | 41 612 | - Vsevolojsk (Всеволожск) - Koudrovo (Кудрово) - Mourino (Мурино) - Sertolovo (Сертолово) - Doubrovka (Дубровка) - Imeni Morozova (Имени Морозова) - Imeni Sverdlova (Имени Свердлова) - Kouzmolovski (Кузьмоловский) - Rakhia (Рахья) - Toksovo (Токсово) - Ianino-1 (Янино-1) | 12             |
| 5  | Vyborg (Выборгский)              | Vyborg (Выборгский)              | 7 546,04         | 7 546,04         | 41 215 | 41 615 | - Kamennogorsk (Каменногорск) - Primorsk (Приморск) - Svetogorsk (Светогорск) - Vyborg (Выборг) - Vysotsk (Высоцк) - Lesogorsky (Лесогорский) - Rochtchino (Рощино) - Sovetsky (Советский)                                                                                      | 22             |
| 6  | Gatchina (Гатчинский)            | Gatchina (Гатчинский)            | 2 891,81         | 2 891,81         | 41 218 | 41 618 | - Gatchina (Гатчина) - Kommounar (Коммунар) - Droujnaya Gorka (Дружная Горка) - Siversky (Сиверский) - Taïtsy (Тайцы) - Vyritsa (Вырица) | 17             |
| 7  | Kingissepp (Кингисеппский)       | Kingissepp (Кингисеппский)       | 2 907,14         | 2 907,14         | 41 221 | 41 621 | - Ivangorod (Ивангород) - Kingissepp (Кингисепп) | 9              |
| 8  | Kirichi (Киришский)              | Kirichi (Киришский)              | 3 045,30         | 3 045,30         | 41 224 | 41 624 | - Kirichi (Кириши) - Boudogochtch (Будогощь) | 6              |
| 9  | Kirovsk (Кировский)              | Kirovsk (Кировский)              | 2 634,18         | 2 634,18         | 41 225 | 41 625 | - Kirovsk (Кировск) - Otradnoïe (Отрадное) - Chlisselbourg (Шлиссельбург) - Mga (Мга) - Nazia (Назия) - Pavlovo (Павлово) - Priladojsky (Приладожский) - Siniavino (Синявино)                                                                                                   | 5              |
| 10 | Lodeïnoïe Pole (Лодейнопольский) | Lodeïnoïe Pole (Лодейнопольский) | 4 910,95         | 4 910,95         | 41 227 | 41 627 | - Lodeïnoïe Pole (Лодейное Поле) - Svirstroï (Свирьстрой) | 8              |
| 11 | Lomonossov (Ломоносовский)       | Lomonossov (Ломоносовский)       | 1 919,17         | 1 919,17         | 41 230 | 41 630 | - Bolchaïa Ijora (Большая Ижора) - Lebiajie (Лебяжье) | 13             |
| 12 | Louga (Лужский)                  | Louga (Лужский)                  | 6 006,0          | 6 006,0          | 41 233 | 41 633 | - Luga (Луга) - Tolmachyovo (Толмачёво) | 19             |
| 13 | Podporojie (Подпорожский)        | Podporojie (Подпорожский)        | 7 705,50         | 7 705,50         | 41 236 | 41 636 | - Podporojie (Подпорожье) - Nikolskoïe (Никольский) - Vajiny (Важины) - Voznessenié (Вознесенье) | 7              |
| 14 | Priozersk (Приозерский)          | Priozersk (Приозерский)          | 3 597,02         | 3 597,02         | 41 239 | 41 639 | - Priozersk (Приозерск) - Kuznechnoye (Кузнечное) | 12             |
| 15 | Slantsy (Сланцевский)            | Slantsy (Сланцевский)            | 2 191,09         | 2 191,09         | 41 242 | 41 642 | - Slantsy (Сланцы) | 7              |
| 16 | Tikhvine (Тихвинский)            | Tikhvine (Тихвинский)            | 7 018,0          | 7 018,0          | 41 245 | 41 645 | - Tikhvine (Тихвин) | 13             |
| 17 | Tosno (Тосненский)               | Tosno (Тосненский)               | 3 601,86         | 3 601,86         | 41 248 | 41 648 | - Liouban (Любань) - Nikolskoïe (Никольское) - Tosno (Тосно) - Fornossovo (Форносово) - Krasny Bor (Красный Бор) - Riabovo (Рябово) - Oulianovka (Ульяновка) | 12             |